# Anett Wolgast
Anett Wolgast ist eine deutsche Psychologin und Professorin  an der Fachhochschule des Mittelstands (FHM) in Hannover.

## Leben und Wirken
Anett Wolgast absolvierte das staatliche Examen in der Krankenpflege und arbeitete acht Jahre auf einer neurointensivmedizinischen Station. Während dieser Zeit begann sie ihr Psychologie-Studium und erwarb 2008 ihr Diplom an der Goethe-Universität Frankfurt. In ihrer Diplomarbeit untersuchte sie Bedingungsfaktoren für die Teilnahme an einem gewaltpräventiven Schulprojekt.
2013 promovierte sie an der Justus-Liebig-Universität Gießen, 2019 erfolgte die Habilitation an der Universität Erfurt. Der Titel ihrer Dissertation lautet „Die Wirkung von Selbstregulation, Selbstkonzept und Motivation auf die Diagnosekompetenz angehender Lehrkräfte“. Nach einer Vertretungsprofessur für Pädagogische Psychologie an der Martin-Luther-Universität Halle-Wittenberg von 2016 bis 2020, folgte 2020 ihre Erstberufung auf eine Professur an der Fachhochschule des Mittelstands (FHM) in Hannover, wo sie aktuell noch mit den Schwerpunkten Pädagogische Psychologie, Statistik, und Forschungsmethoden tätig ist.

## Arbeits- und Forschungsschwerpunkte
Nach ihrer Promotion in Psychologie untersuchte sie in Längsschnittstudien die Bereitschaft von Lernenden zur Perspektivübernahme. Der fachliche Austausch zu diesem Thema führte sie zu Forschungsaufenthalten an die Maynooth University im Jahr 2015 und an die University of Southern California im Jahr 2016. Dort befasste sie sich mit den Konzepten des sozialen Perspektivenwechsels und der visuell-räumlichen Perspektivenübernahme sowie deren Bedeutung für Lehrsituationen.
In einer weiteren Studie analysierte sie gemeinsam mit Daphna Oyserman die statistischen Zusammenhänge zwischen diesen Konzepten und deren Abhängigkeit von kulturellen Denkweisen.

## Mitgliedschaften
- Fachgruppe Methoden und Evaluation, Fachgruppe Pädagogische Psychologie der Deutschen Gesellschaft für Psychologie
- Zentrum für Schulische Bildung (ZSB), Martin-Luther-Universität Halle-Wittenberg
- International Society for Research on Aggression (ISRA)
- European Association for Research on Learning and Instruction (EARLI)
- American Psychological Association (APA)[2]

## Schriften (Auswahl)
- mit Matthias Donat, Anna Willisch: Cyber-bullying among university students: Concurrent relations to belief in a just world and to empathy. In: Current Psychology., 2023, S. 7883–7896.
- mit Nancy Tandler, Laura Harrison, Sören Umlauft: Adults' dispositional and situational perspective-taking: A systematic review. In: Educational Psychology Review. Band 32, Nr. 2, 2020, S. 353–389.
- mit Jochen Ranger, Nico Schmidt: The detection of cheating on e-exams in higher education – The performance of several old and some new indicators. In: Frontiers in Psychology. Band 11, 2020, Artikel 568825.
- mit Matthias Donat, Claudia Dalbert: Belief in a just world as a resource of victimized students. In: Social Justice Research. Band 31, Nr. 2, 2018, S. 133–151.
- mit Natalie Fischer: You are not alone: Colleague support and goal-oriented cooperation as resources to reduce teachers' stress. In: Social Psychology of Education. Band 20, 2017, S. 97–114.
- mit Natalie Fischer, Markus Sauerwein, Désirée Theis: Vom Lesenlernen in der Ganztagsschule: Leisten Ganztagsangebote einen Beitrag zur Leseförderung am Beginn der Sekundarstufe I? In: Zeitschrift für Pädagogik. Band 62, Nr. 6, 2016, S. 780–796.
- mit Claudia von Aufschnaiter, Janine Cappell, Gabi Dübbelde, Marco Ennemoser, Jürgen Mayer, Joachim Stiensmeier-Pelster, Rudolf Sträßer: Diagnostische Kompetenz: Theoretische Überlegungen zu einem zentralen Konstrukt der Lehrerbildung. In: Zeitschrift für Pädagogik. Band 61, Nr. 5, 2015, S. 738–758.